# Емондово поле
Емондово поле (на английски: Emond's Field) е измислено село във фентъзи-поредицата на Робърт Джордан „Колелото на времето“.
Емондово поле се намира в западната част на държавата Андор, въпреки че в началото на поредицата жителите на селото не подозират, че са част от някое кралство или държава. В миналото на това място е била крепостта на последния крал на Манедерен, до разрушаването ѝ по време на Тролокските войни. Жителите на селото се препитават с отглеждане на овце и тютюн.
Емондово поле, както повечето населени места в близост до Мъгливите планини на Андор, се управлява от Женски кръг, ръководен от Мъдра и кмет, който оглавява Селския съвет.
В нощта срещу Бел Тин на 998 година от НЕ, сто или повече тролоци нападат Емондово поле. При нападението са убити 10-15 души, а много къщи са разрушени, но благодарение на помощта на Айез Седай и нейния стражник, тролокското нападение е отблъснато. След това събитие, Айез Седай казва на трима младежи (Ранд, Мат и Перин), че трябва да напуснат Две Реки и да тръгнат с нея, тъй като са в опасност, а тролоците са нападнали селото заради тяхното присъствие там. Първоначално младежите не желаят да напуснат родното си село, но впоследствие тръгват с нея, заедно с Егвийн и веселчуна Том Мерилин. По-късно Нинийв ги намира и се опитва да ги върне обратно в селото, но по-късно тя също тръгва с тях.